# Mandres-les-Roses
Mandres-les-Roses ist eine französische Gemeinde mit 4876 Einwohnern (Stand: 1. Januar 2022) im Département Val-de-Marne in der Region Île-de-France. Mandres-les-Roses gehört zum Arrondissement Créteil und zum Kanton Plateau briard. Die Einwohner werden Mandrions genannt.

## Geographie
Mandres-les-Roses liegt im Süden des Départements und befindet sich etwa 22 Kilometer südsüdöstlich von Paris. Der Fluss Yerres begrenzt die Gemeinde im Nordwesten. Mandres-les-Roses ist umgeben von den Nachbargemeinden Villecresnes im Norden, Santeny im Nordosten, Servon im Osten, Périgny im Süden und Südosten, Boussy-Saint-Antoine im Süden und Südwesten, Épinay-sous-Sénart im Westen sowie Brunoy im Nordwesten.

## Bevölkerungsentwicklung
| Jahr      | 1936 | 1946 | 1954 | 1962 | 1968 | 1975 | 1982 | 1990 | 1999 | 2006 | 2011 |
| --------- | ---- | ---- | ---- | ---- | ---- | ---- | ---- | ---- | ---- | ---- | ---- |
| Einwohner | 1117 | 1093 | 1276 | 1403 | 1496 | 1896 | 2386 | 3703 | 4117 | 4285 | 4415 |

## Sehenswürdigkeiten
- Kirche Saint-Thibault

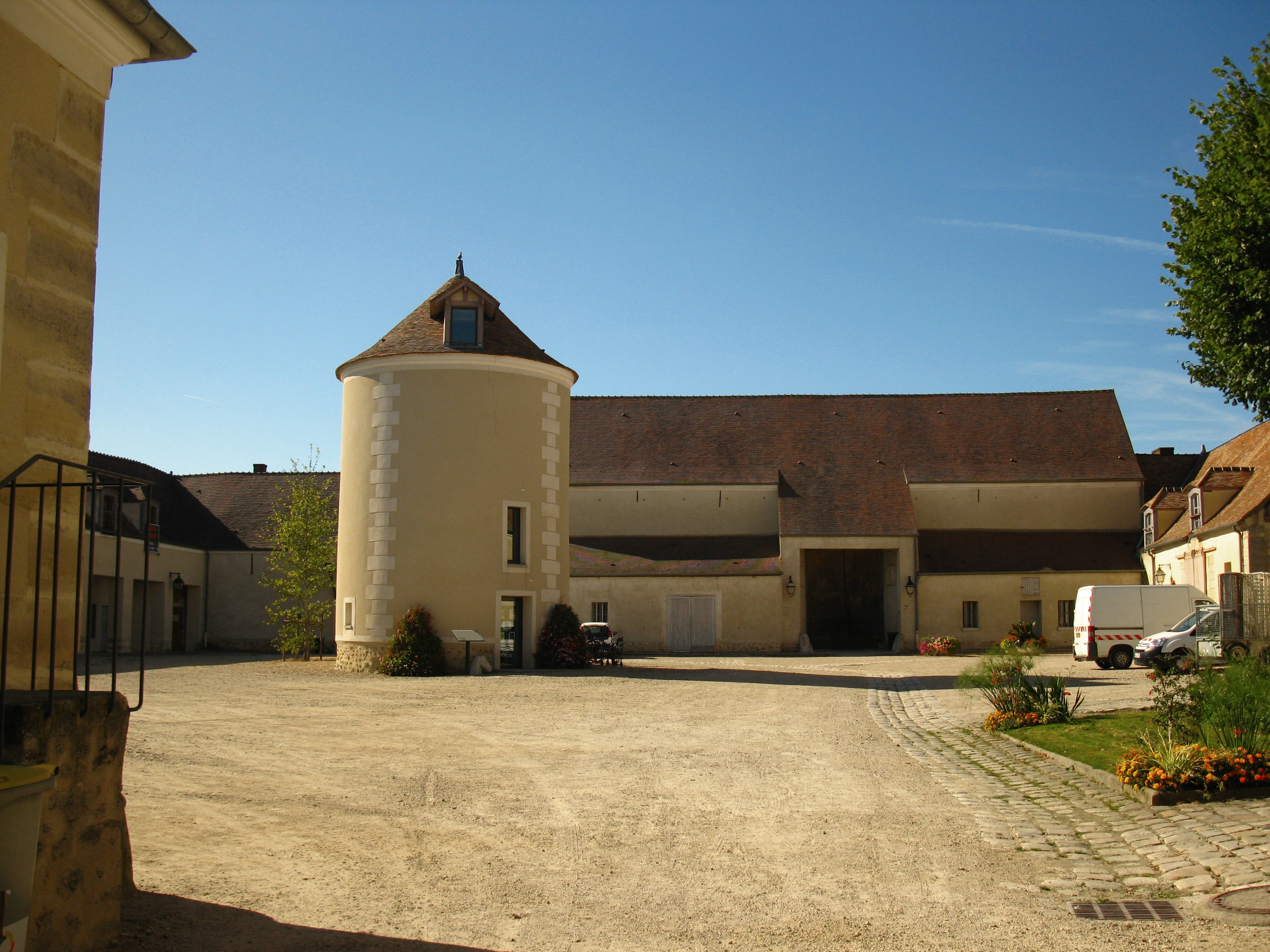
Gutshof Ferme de Monsieur

- Gutshof Tours Grises (Ferme de Monsieur), Monument historique